# Onycocaris aualitica
Onycocaris aualitica är en kräftdjursart som först beskrevs av Giuseppe Nobili 1904.  Onycocaris aualitica ingår i släktet Onycocaris och familjen Palaemonidae. Inga underarter finns listade i Catalogue of Life.